# Scipopus cartaboensis
Scipopus cartaboensis (лат.) — вид двукрылых насекомых рода Scipopus из семейства ходуленожек (Micropezidae). Южная Америка от Боливии, Бразилии и Эквадора до Сурианма и Французской Гвианы. Мухи длиной 11—15 мм. Скутум чёрно-коричневый, микротрихозный, со срединным голубым блеском. Scipopus (Scipopus) cartaboensis похож на Scipopus nitidus тем, что имеет блестящий эпицефалон и блестящие голые пятна на глазничном щитке, но отличается от него синими виттами на скутуме, оранжевым наличником и эпицефалоном, а также коротким тергитами Т1+2 самки (~1,6 × длина Т3). S. calocephalus также похож на S. calocephalus тёмным первым передним тарсомером, блестящим эпицефалоном и сходными медианными виттами на скутуме.  Вид был впервые описан в 1926 году, а его валидный статус был подтверждён в 2023 году канадскими энтомологами Kate G. Lindsay и Stephen A. Marshall (School of Environmental Sciences, Гуэлфский университет, Гуэлф, Канада); включён в номинативный подрод Scipopus s. str..